# Alfred Wærner
Johan Alfred Wærner, född 3 september 1843 i Konungsunds socken, Östergötlands län, död 17 mars 1916 i Norrköping, Östergötlands län, var en svensk tonsättare och spelman.

## Biografi
Alfred Wærner föddes 1843 på Grinneby i Konungsunds socken. Han var son till kyrkvärden Johan Håkansson och Maria Charlotta Petersson. Han antog namnet Wærner den 28 januari 1862. Wærner var även organistelev.
Wærner flyttade 1865 till Göteborg. 1867 flyttade han tillbaka till Grinneby. 1872 flyttade han till Norrköping och började arbetade som musiklärare i staden. Han avled 17 mars 1916 på ålderdomshemmet Sandbyhov i Norrköping.
Wærner spelade ofta för passagerarna på Norrköpingsbåtarna. Wærner deltog i Spelmanstävlingen i Söderköping 1908 med Nils Andersson som domare. I tävlingen spelade han ett preludium till varje polska.

## Verklista
Dessa låtar insändes 1908 till Nils Andersson.
- Polska i G-moll, komponerad av Wærner.
- Polska i A-dur, komponerad av Olof Styrlander den äldre.
- Polska i Bb-dur, komponerad av Olof Styrlander den äldre.
- Polska i A-dur, komponerad av Olof Styrlander den äldre.